# Alejandro Sanz
Alejandro Sánchez Pizarro cunoscut sub numele de scenă Alejandro Sanz s-a născut la 18 decembrie 1968 la Madrid în Spania. Alejandro Sanz este un cântăreț, compositor și artist spaniol câștigător a 2 premii Grammy și a 15 premii Latin Grammy și a vândut mai mult de 21 de milioane de discuri în întreaga lume.

## Biografia
S-a născut în cartierul Moratalaz al Madridului în 1968, este mezinul Mariei Pizarro și al lui Jesus Sanchez. Părinții lui sunt provenienți din Alcalá de los Gazules(Cadiz) și respectiv Algeciras, ambele fiind localități andaluze iar această moștenire andaluză i-a influențat stilul muzical și graiul.
Când era tânăr a cântat cu diverse trupe și a scos albumul Los chulos son pa' cuidarlos sub numele de scenă de Alejandro Sanz, dar acest prim album a trecut aproape neperceput pe piață. Adevărata lansare a sa s-a produs în 1991 când încheie un contract cu firma Warner și scoate un nou album: Viviendo deprisa. După marele succes avut cu acest al doilea album firma Warner a cumpărat de pe piață toate albumele Los chulos son pa' cuidarlos pentru a le distruge. În anul 2000 scoate la vânzare albumul El alma al aire care în prima săptămână rupe recordurile de vânzare cu peste un milion de discuri. După aceste mari succese a avut multe colaborări cu alți artiști însemnați: The Corrs, Alicia Keys, Shakira, Joaquin Sabina, Malu, Niña Pastori.

## Viața personală
Pe 30 decembrie 1999 Alejandro Sanz s-a căsătorit cu fotomodelul mexican Jaydy Michel pe insula indoneziană Bali. Ceremonia s-a ținut după ritul tradițional al insulei și nu este recunoscut oficial în niciuna dintre țările lor natale. În anul 2001 s-a născut fiica lor Manuela Sanchez Michel. Cuplul s-a despărțit în 2005. În decembrie 2006 Alejandro Sanz a făcut publică existența unui al fiu al său, conceput cu o stilistă și designer de modă, Valeria Rivera din Puerto Rico, cu care a avut o relație extraconjugală. Apoi a denunțat pe majordomul său și pe soția acestuia pentru un presupus șantaj.
Alejandro Sanz locuiește acum în Miami, Florida și are de asemenea o proprietate mare în Extremadura unde obișnuiește să-și petreacă verile.

## Discografie
- Los chulos son pa' cuidarlos (1989) (ca Alejandro Magno)
- Viviendo deprisa (1991)
- Si tú me miras (1993)
- Básico (1994)
- Alejandro Sanz 3 (1995)
- Alejandro Sanz 3 în italiană.
- Más (1997)
- El alma al aire (2000)
- MTV Unplugged (2001)
- No es lo mismo (2003)
- Grandes éxitos 91 04 (2004)
- El tren de los momentos (2006)
- Paraíso Express (2009)
- La Música No Se Toca (2012)
- Sirope (2015)